# Luik-Bastenaken-Luik 2000
De 86e editie van Luik-Bastenaken-Luik werd gehouden op zondag 16 april 2000. De 186 gestarte renners kregen 264 kilometer voor de kiezen, met daarin enkele lastige beklimmingen. Het was de vijfde wedstrijd in de strijd om de Wereldbeker. De Italiaan Paolo Bettini won deze editie van La Doyenne.

## Uitslag
| Luik-Bastenaken-Luik 2000 (258 km) |                      |                         |          |
| Plaats                             | Naam                 | Ploeg                   | Tijd     |
| Winnaar                            | Paolo Bettini        | Mapei-Quick Step        | 6u28'32" |
| 2                                  | David Etxebarria     | ONCE Deutsche Bank      | z.t.     |
| 3                                  | Davide Rebellin      | Liquigas-Pata           | z.t.     |
| 4                                  | Wladimir Belli       | Fassa Bortolo           | + 10"    |
| 5                                  | Axel Merckx          | Mapei-Quick Step        | + 12"    |
| 6                                  | Mauro Gianetti       | Vini Caldirola-Sidermec | + 30"    |
| 7                                  | Aleksandr Vinokoerov | Team Deutsche Telekom   | + 33"    |
| 8                                  | Maarten den Bakker   | Rabobank                | + 40"    |
| 9                                  | Francesco Casagrande | Vini Caldirola-Sidermec | + 44"    |
| 10                                 | Laurent Jalabert     | ONCE Deutsche Bank      | + 48"    |

1892 · 1893 · 1894 · 1895-1907 · 1908 · 1909 · 1910 · 1911 · 1912 · 1913 · 1914-1918 · 1919 · 1920 · 1921 · 1922 · 1923 · 1924 · 1925 · 1926 · 1927 · 1928 · 1929 · 1930 · 1931 · 1932 · 1933 · 1934 · 1935 · 1936 · 1937 · 1938 · 1939 · 1940-1942 · 1943 · 1944 · 1945 · 1946 · 1947 · 1948 · 1949 · 1950 · 1951 · 1952 · 1953 · 1954 · 1955 · 1956 · 1957 · 1958 · 1959 · 1960 · 1961 · 1962 · 1963 · 1964 · 1965 · 1966 · 1967 · 1968 · 1969 · 1970 · 1971 · 1972 · 1973 · 1974 · 1975 · 1976 · 1977 · 1978 · 1979 · 1980 · 1981 · 1982 · 1983 · 1984 · 1985 · 1986 · 1987 · 1988 · 1989 · 1990 · 1991 · 1992 · 1993 · 1994 · 1995 · 1996 · 1997 · 1998 · 1999 · 2000 · 2001 · 2002 · 2003 · 2004 · 2005 · 2006 · 2007 · 2008 · 2009 · 2010 · 2011 · 2012 · 2013 · 2014 · 2015 · 2016 · 2017 · 2018 · 2019 · 2020 · 2021 · 2022 · 2023 · 2024